# Chernes montigenus
Chernes montigenus är en spindeldjursart som först beskrevs av Simon 1879.  Chernes montigenus ingår i släktet Chernes och familjen blindklokrypare. Inga underarter finns listade i Catalogue of Life.